# Le Chaos (film, 2007)
Pour les articles homonymes, voir Le Chaos.
Pour plus de détails, voir Fiche technique et Distribution.
Le Chaos (en arabe : هي فوضى..؟) est un film égyptien réalisé par Youssef Chahine et Khaled Youssef, sorti en 2007.

## Synopsis
Choubra, quartier cosmopolite du Caire. Hatem, policier véreux tient le quartier d'une main de fer. Tous les habitants le craignent et le détestent. Seule Nour, jeune femme dont il convoite les faveurs, ose lui tenir tête. Mais Nour est secrètement amoureuse de Cherif, brillant et intègre substitut du procureur. Fou de jalousie, Hatem s'interpose. Il veut Nour pour lui seul. Il la harcèle et transforme sa vie en enfer. Un amour contrarié dans un climat de violence sociale et d'oppression policière.

## Fiche technique
- Titre : Le Chaos
- Titre original : هي فوضى..؟
- Réalisation : Youssef Chahine et Khaled Youssef
- Scénario : Nasser Abdel-Rahmane
- Pays d'origine : Égypte
- Format : Couleurs - 1,85:1 - Dolby Digital - 35 mm
- Genre : Comédie dramatique
- Durée : 124 minutes
- Date de sortie : 2007

## Distribution
- Khaled Saleh : Hatem
- Menna Shalabi : Nour
- Youssef El Sherif : Cherif
- Hala Sedki : Weedas
- Hala Fakher : Baheya
- Amr Abdulgalil : Samy
- Dorra Zarrouk : Selvia
- Rola Mahmoud : Institutrice
- Ahmed Fouad Selim
- Abdullah Mosharraf
- Safwa : Somaya
- Maher Salim
- Ahmed Yehia